# Saint-Nicolas-la-Chapelle (Savoia)
Saint-Nicolas-la-Chapelle és un municipi francès situat al departament de la Savoia i a la regió d'Alvèrnia-Roine-Alps. L'any 2007 tenia 409 habitants.

## Demografia

### Població
El 2007 la població de fet de Saint-Nicolas-la-Chapelle era de 409 persones. Hi havia 180 famílies de les quals 56 eren unipersonals (28 homes vivint sols i 28 dones vivint soles), 56 parelles sense fills, 60 parelles amb fills i 8 famílies monoparentals amb fills.
La població ha evolucionat segons el següent gràfic:
Habitants censats

### Habitatges
El 2007 hi havia 509 habitatges, 178 eren l'habitatge principal de la família, 304 eren segones residències i 27 estaven desocupats. 370 eren cases i 137 eren apartaments. Dels 178 habitatges principals, 131 estaven ocupats pels seus propietaris, 33 estaven llogats i ocupats pels llogaters i 14 estaven cedits a títol gratuït; 8 tenien una cambra, 20 en tenien dues, 33 en tenien tres, 42 en tenien quatre i 74 en tenien cinc o més. 157 habitatges disposaven pel capbaix d'una plaça de pàrquing. A 82 habitatges hi havia un automòbil i a 75 n'hi havia dos o més.

### Piràmide de població
La piràmide de població per edats i sexe el 2009 era:
| Homes | Edats   | Dones |
| ----- | ------- | ----- |
| 0     | 95 o +  | 0     |
| 0     | 90 a 94 | 0     |
| 0     | 85 a 89 | 4     |
| 0     | 80 a 84 | 0     |
| 8     | 75 a 79 | 4     |
| 8     | 70 a 74 | 0     |
| 20    | 65 a 69 | 16    |
| 8     | 60 a 64 | 20    |
| 8     | 55 a 59 | 8     |
| 12    | 50 a 54 | 12    |
| 8     | 45 a 49 | 12    |
| 24    | 40 a 44 | 24    |
| 24    | 35 a 39 | 12    |
| 8     | 30 a 34 | 20    |
| 20    | 25 a 29 | 4     |
| 4     | 20 a 24 | 4     |
| 24    | 15 a 19 | 32    |
| 20    | 10 a 14 | 12    |
| 12    | 5 a 9   | 20    |
| 16    | 0 a 4   | 0     |

## Economia
El 2007 la població en edat de treballar era de 265 persones, 212 eren actives i 53 eren inactives. De les 212 persones actives 210 estaven ocupades (117 homes i 93 dones) i 2 estaven aturades (1 home i 1 dona). De les 53 persones inactives 21 estaven jubilades, 16 estaven estudiant i 16 estaven classificades com a «altres inactius».

### Ingressos
El 2009 a Saint-Nicolas-la-Chapelle hi havia 183 unitats fiscals que integraven 424 persones, la mediana anual d'ingressos fiscals per persona era de 17.010 €.

### Activitats econòmiques
Dels 37 establiments que hi havia el 2007, 1 era d'una empresa extractiva, 1 d'una empresa de fabricació d'altres productes industrials, 13 d'empreses de construcció, 3 d'empreses de comerç i reparació d'automòbils, 3 d'empreses de transport, 6 d'empreses d'hostatgeria i restauració, 1 d'una empresa d'informació i comunicació, 2 d'empreses immobiliàries, 2 d'entitats de l'administració pública i 5 d'empreses classificades com a «altres activitats de serveis».
Dels 15 establiments de servei als particulars que hi havia el 2009, 1 era un taller de reparació d'automòbils i de material agrícola, 1 paleta, 2 guixaires pintors, 8 fusteries, 1 lampisteria i 2 restaurants.
L'únic establiment comercial que hi havia el 2009 era una botiga de menys de 120 m².
L'any 2000 a Saint-Nicolas-la-Chapelle hi havia 25 explotacions agrícoles que ocupaven un total de 290 hectàrees.

## Equipaments sanitaris i escolars
El 2009 hi havia una escola elemental.

## Poblacions més properes
El següent diagrama mostra les poblacions més properes.